# Nothing But the Truth
Nothing But the Truth (Brasil: A Verdade Acima de Tudo / Portugal: 24 Horas Sem Mentir) é um filme estadunidense de 1941, do gênero comédia, dirigido por Elliott Nugent e estrelado por Bob Hope e Paulette Goddard. Esta é a terceira versão para o cinema da peça de James Montgomery. As anteriores datam de 1920 e 1929. O filme é também um antecessor de Liar Liar, com Jim Carrey.
Segundo Ken Wlaschin, esta terceira reunião entre Bob Hope e Paulette Goddard (as anteriores foram The Cat and the Canary e The Ghost Breakers) é um dos dez melhores trabalhos da atriz.

## Sinopse
Steve Bennett, corretor da Bolsa de Valores, recebe das mãos de sua namorada Gwen Saunders, 10000 dólares, que ele promete duplicar. Todavia, em conversa com outros colegas, inclusive o tio dela T. T. Ralston, ele acaba por apostar todo o dinheiro que conseguirá dizer apenas e tão somente a verdade por 24 horas seguidas, a maior parte delas a ser passada no iate de Ralston.
Ora, a sinceridade de Steve cria-lhe inúmeros problemas, inclusive com a namorada. Além disso, os colegas preparam armadilhas para que ele perca a aposta.

## Elenco
| Ator/Atriz       | Personagem      |
| ---------------- | --------------- |
| Bob Hope         | Steve Bennett   |
| Paulette Goddard | Gwn Saunders    |
| Edward Arnold    | T. T. Ralston   |
| Leif Erickson    | Tommy Van Dusen |
| Helen Vinson     | Linda Graham    |
| Willie Best      | Samuel          |
| Glenn Anders     | Dick Donnelly   |